# 法罗群岛足球甲级联赛
法羅群島足球甲級聯賽，於1943年成立，是法羅群島足球聯賽中第二級別賽事。赛事由法羅群島足球協會组织。起初此联赛是法罗群岛足球联赛的最高级别，但在2005年时由法羅群島足球超級聯賽取代。
目前有10隊於聯賽中角逐。在赛季结束时，最后两名降级至法羅群島足球乙級聯賽，而乙级联赛的前两名则晋升至甲级联赛，前提是晋升的俱乐部在甲级联赛中没有球队。如果有的话，第三名则会晋升至甲级联赛。类似的情况如果一个俱乐部从超级联赛降级至甲级联赛，而在甲级联赛中该俱乐部已有预备队参赛，那么它的预备队则会降级至乙级联赛。